# Рихард фон Вайцзекер
Рихард Карл Фрайхер фон Вайцзекер (на немски: Richard Karl Freiherr von Weizsäcker) е немски политик от партията на Християн-демократическия съюз (ХДС), кмет на Берлин между 1981 и 1984 г. и 6-и бундеспрезидент на Германия между 1984 и 1994 г.

## Биография

### Младост и образование
Рихард фон Вайцзекер е роден на 15 април 1920 г. в град Щутгарт, Ваймарска република, днес Германия. През 1937 г. Вайцзекер полага матура в Гимназия Бисмарк (днес Гимназия Гьоте) в Берлин. След завършването на средното образование, фон Вайцзекер се отправя за Оксфорд (Великобритания) и Гренобъл (Франция), за да присъства на следва по Философия и История. През 1938 г. е призован в армията, поради което прекъсва своето образование. През 1945 година, след края на Втората световна война, фон Вайцзекер се записва в Гьотингенския университет, където следва до 1953 година право.

### Политическа кариера
От 1954 г. Вайцзекер е член на партията Християн-демократически съюз. През 1968 г. той за първи път е предложен като кандидат за поста Бундеспрезидент от Хелмут Кол на своята партия (ХДС). Във вътрешно-партийно гласуване обаче той спечелва само 20 гласа срещу 65 за тогавашния министър на отбраната Герхард Шрьодер и не е издигнат за кандидат.
През 1971 г. е поканен за председател на ХДС от Райнер Барцел. От 1979 до 1981 г. е Вицепрезидент на Бундестага.

## Семейство
Вайцзекер е четвъртото дете на Ернст- и Мериан фон Вайцзекер в едно от крилата на новия дворец в Щутгарт. Вайцзекер има двама братя и една сестра: Карл Фрийдрих фон Вайцзекер (философ и физик), Аделхайд фон Вайцзекер и Хайнрих фон Вайцзекер (офицер). Заради дипломатическите задачи на бащата семейството живее 1920 – 1924 г. в Базел, от 1924 до 1926 г. в Копенхаген, от 1931 до 1933 г. в Осло, от 1933 до 1936 г. в Берн, където Вайцзекер посещава гимназията Кирхенфелд, и след това в Берлин.
От 1953 г. Вайцзекер е женен за Мариана фон Кречман. Майката на Мариана – Аста фон Кречман е осиновена дъщеря на Фриц фон Валдхаузен.